# Eriosoma alabastrum
Eriosoma alabastrum är en insektsart. Eriosoma alabastrum ingår i släktet Eriosoma och familjen långrörsbladlöss. Inga underarter finns listade i Catalogue of Life.